# La Sonora de Tommy Rey
La Sonora de Tommy Rey fue una banda chilena de cumbia proveniente de Santiago, activa desde 1982 a 2025. Durante su extensa trayectoria logró posicionarse como una de las agrupaciones de cumbia más reconocidas de su país.Algunos de sus grandes éxitos son, en orden cronológico: «La piñita», «Daniela», «Se va la vida», «Tengo ganas de quererte», «Atrevida», «Dame más», «Pipiripau», «Se aleja el tren», «La hierba se movía», «Que se mueran los feos», «La parabólica», «Sacúdete y gozarás», «Esa malvada», «Se murió Tite», «La felicidad», «Doña Juana», y «Loco por tu amor». 

## Historia

### Inicios (1982-1984)
El proyecto se originó a partir de una escisión en la Sonora Palacios. En la década de 1980, cinco de sus integrantes: el cantante Patricio Zúñiga, el guitarrista Miguel Castro, el bajista Patricio Cereceda, el pianista Fernando Adam y el trompetista Benito Villarroel, quienes deciden buscar nuevos horizontes. En el camino se unen a ellos los trompetistas Luis Céspedes y Leonardo Núñez y el timbalero Leo Soto, fundándose la misma el 9 de marzo de 1982.

El año ’82 se formó La Sonora de Tommy Rey, que nos costó, como te digo, mucho, mucho, mucho. Teníamos que ir con Leo Soto y Benito Villarroel en su autito buscando trabajo, porque no podíamos ir a la tele, nadie nos conocía, me conocían la voz, me identificaban de cara por que me habían visto con la Sonora Palacios en la tele, pero no tenían mucha confianza. La cuestión es que al final, cuando nos llevaron al Festival de la una, en ese tiempo, de Enrique Maluenda y después a Sábados gigantes, empezó a darse a conocer la orquesta.
Tommy Rey, 2012.

Ese mismo año graban su primer álbum del cual se desprende la canción «Daniela», alcanzando su primer disco de oro. La sonora graba sus siguientes cuatro volúmenes, destacando la cumbia y el cumbión como sus principales géneros y con varios temas compuestos por su trompetista fundador Leonardo Núñez, siendo todos ellos grabados bajo el sello discográfico chileno Star Sound.

### Décadas de 1980 y 1990

La Sonora de Tommy Rey durante una presentación en el programa de televisión Festival de la una en 1985.

A mediados de los años 1980, la sonora comienza a mostrar su trabajo internacionalmente. Viajan a Buenos Aires, presentándose en el Canal 9 de Televisión y ofreciendo conciertos para sus compatriotas. Durante los siguientes tres años se presentan en los Carnavales de Mendoza, en Argentina. En 1987 viajan a Europa, recorriendo Suecia, Dinamarca, Bélgica, Suiza, Alemania, Francia e Italia, periplo que repiten al año siguiente. En 1988 viajan a Australia, y posteriormente actúan en Brasil para los chilenos residentes en ese país.
En 1988 registran su primer trabajo para CBS, titulado El chiquichá, del cual se destacan los sencillos «El pipiripau» y «Se aleja el tren». Además, en sus presentaciones en vivo también tocaban temas clásicos de la Sonora Palacios como: «Los domingos», «Agua que no has de beber», «El galeón español» o «Un año más».
La década de 1990 marcó la consagración de la sonora, destacándose respecto a las demás bandas de cumbia del país, por sus colaboraciones con artistas de otros géneros musicales como Los Tres, Joe Vasconcellos, Chancho en Piedra, Quique Neira o La Floripondio. Entre sus discos más sobresalientes de esa década estuvieron La parabólica (1990), del cual se desprende el exitoso tema homónimo, y Para morir bailando (1998), en el que se incluye la canción «Se murió Tite».

### Década de 2000
El año 2002 se graba el álbum La Felicidad, y en 2003 éste se lanza. Este disco trae colaboraciones con varios artistas como Joe Vasconcellos, Quique Neira, Chancho en Piedra, etc. En este álbum se regrabaron varias canciones clásicas de la Sonora Palacios, por ejemplo, «Un año más», «Los domingos», «Pedacito de mi vida» o «El galeón español».
El año 2004 se presentan por primera vez en la 45° versión del Festival Internacional de la Canción de Viña del Mar y son galardonados con las antorchas de plata y oro, además de su primera gaviota de plata. 
En el 2005 viajan a Europa y realizan un crucero desde Estocolmo hasta Finlandia y realizan actuaciones por un mes en Suecia y Noruega. También Tommy Rey obtiene el Premio a la Música Presidente de la República en 2005. 
Al año siguiente vuelven a la Quinta Vergara para el 47° versión del Festival Internacional de la Canción de Viña del Mar, formando La Gran Sonora de Chile, solo para esa ocasión, junto a la Sonora Palacios. Durante el 2006 regresan a Europa, algo que se ha hecho habitual en la vida artística de la sonora.
En 2007 grabaron un nuevo disco, titulado Los 25 de la Sonora, como celebración de sus 25 años de trayectoria, bajo el sello JCM Discográfica. En noviembre de 2008 editan su primer disco en vivo titulado Grandes éxitos en vivo, que incluye versiones de temas como: «La vida es un carnaval», «Yo nunca vi televisión», «Las seis» y «El brindis».
En abril de 2009 editan el álbum Mi madre querida marcando un giro radical en su discografía, puesto que se grabaron exclusivamente boleros; de los cuales, cuatro fueron dedicatorias a las madres y los restantes, corresponden a reediciones de boleros interpretados por su vocalista a lo largo de su carrera.

### Décadas de 2010 y 2020

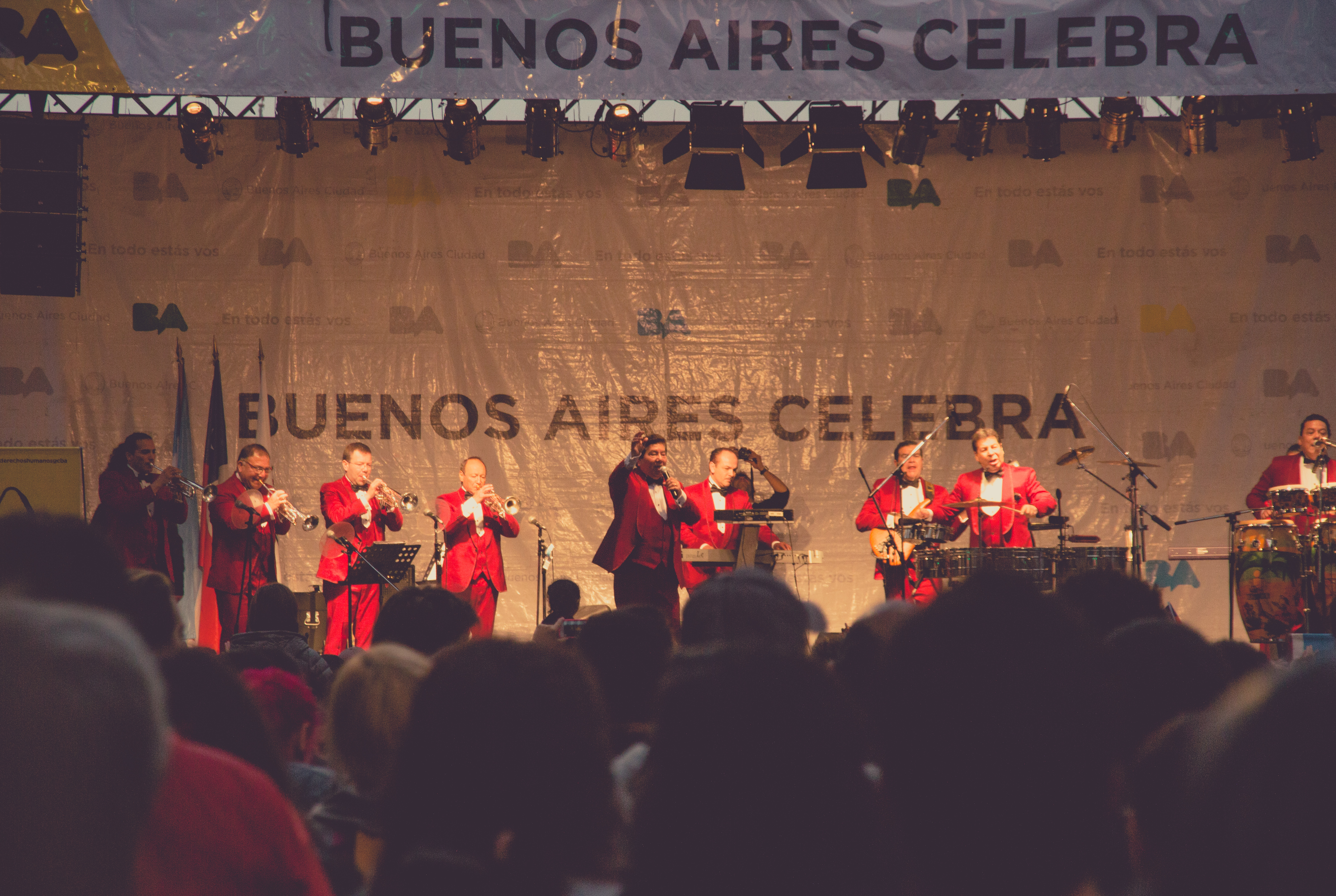
La sonora durante un concierto en Buenos Aires en 2014.

En 2010 lanzaron Celebremos el Bicentenario con La Sonora de Tommy Rey, el cual logra disco de oro al venderse más de 7000 copias.
En 2012 lanzaron el disco titulado Tradición y estilo, ya que la banda cumplió treinta años de existencia. En este disco se encuentran canciones cómo: «Loco por tu amor», «Se cayó el sistema», etc.
En 2013 son invitados a la 54° versión del Festival Internacional de la Canción de Viña del Mar, y a pesar de que salieron al escenario a eso de las 3 de la madrugada, el público los apoyó, ganando todos los premios, entre ellos la gaviota de oro.
Uno de los miembros fundadores de la sonora, Benito Villarroel se retiró de la orquesta el año 2016 tras cumplir 80 años y radicarse en Estados Unidos junto a su familia.[cita requerida]
El 24 de mayo de 2020 falleció a causa de COVID-19 Alejandro Pocho López, trompetista de la banda por dos décadas.
En 2022 la banda cumplió cuarenta años de existencia, lo cual celebraron con el lanzamiento del álbum 40 años.
En 2023, la Sociedad Chilena de Autores e Intérpretes Musicales reconoció a la sonora junto a Myriam Hernández como ganadores del «Premio Figura Fundamental de la Música Chilena». Al año siguiente, el Ministerio de las Culturas, las Artes y el Patrimonio de Chile le entregó la Orden al Mérito Artístico y Cultural Pablo Neruda.
El 26 de marzo de 2025, fallece el vocalista y líder de la agrupación, Tommy Rey, a los 80 años. Tras su muerte, se confirma el fin de la banda por parte de su director musical y timbalero Leo Soto.
A fines de julio de 2025, se desencadenó una polémica con respecto a la familia de Tommy Rey. Ellos acusan a Leonardo Soto de traición y de intentar sacar al cantante antes de su muerte, e irse con toda su banda. El trompetista Roberto Vidal, que renunció a la banda el día que Tommy Rey falleció, respaldó a la familia sobre esto diciendo que "a don Tommy le querían hacer un golpe de estado. Leonardo le dio un ultimátum a don Tommy y le dijo que si no quiere aceptar la decisión de contratar a un nuevo cantante que "ayudaría a cantar" y tocaría el güiro, el se iba de la banda el 30 de marzo con todos los integrantes, y Tommy falleció el día 26" agregó.Leo no ha dicho ni respondido nada al respecto. 

## Miembros
Miembros fundadores
*: Última conformación de la banda
- Patricio "Tommy Rey" Zúñiga  –  voz y percusión*
- Leonardo "Leo" Soto –  timbales y coros*
- Benito Villarroel –  trompeta
- Luis Céspedes –  trompeta
- Leonardo Núñez –  trompeta y coros
- Miguel Ángel Castro –  guitarra
- Patricio Cereceda –  bajo
- Fernando Adam –  piano

Otros miembros
- Juan Bulnes –  trompeta
- Iván Dinamarca –  trompeta
- Alejandro "Pocho" López –  trompeta
- Héctor "Toly" Torres –  trompeta*
- Héctor "Tito" Vázquez –  trompeta
- Roberto "Pistola" Vidal –  trompeta*
- José "Joseph" Valencia –  trompeta*
- Jorge "Corderito" Flores –  bajo y coros*
- Pedro Castro –   bajo y coros
- Rodolfo "Rody" González –  teclados*
- Carlos Rodríguez –  piano, teclados y coros
- Javier Jorquera –  piano*
- Jorge "Jorgito Rey" Zúñiga –  percusión y coros
- Gustavo "Gusto" Dinamarca –  percusión y coros*
- Felipe "Pipéño" Navarro –  güira y coros

## Discografía
| Año  | Álbum                                            | Intérpretes                                                   | Formato           | Sello discográfico       |
| ---- | ------------------------------------------------ | ------------------------------------------------------------- | ----------------- | ------------------------ |
| 1982 | La Sonora de Tommy Rey, Vol. I                   | Tommy Rey                                                     | Cassette          | Star Sound               |
| 1983 | La Sonora de Tommy Rey, Vol. II                  | Tommy Rey                                                     | Cassette          | Star Sound               |
| 1984 | La Sonora de Tommy Rey, Vol. III                 | Tommy Rey                                                     | Cassette          | Star Sound               |
| 1985 | Para ustedes... la Sonora de Tommy Rey (Vol. IV) | Tommy Rey                                                     | Cassette          | Star Sound               |
| 1987 | El señor de la cumbia                            | Tommy Rey                                                     | Cassette          | Star Sound               |
| 1988 | El chiquichá                                     | Tommy Rey                                                     | Cassette          | CBS                      |
| 1989 | ... Dónde está la plata?                         | Tommy Rey                                                     | Cassette          | CBS                      |
| 1990 | La parabólica                                    | Tommy Rey                                                     | Cassette          | CBS                      |
| 1991 | Super éxitos bailables de todos los tiempos      | Tommy Rey                                                     | LP, Cassette y CD | CBS                      |
| 1992 | 30 años de éxitos                                | Tommy Rey                                                     | Cassette y CD     | Epic                     |
| 1993 | Déjate querer                                    | Tommy Rey                                                     | Cassette y CD     | Epic                     |
| 1995 | De fiesta                                        | Tommy Rey                                                     | Cassette y CD     | Warner Music Chile       |
| 1996 | Amor en llamas                                   | Tommy Rey                                                     | Cassette y CD     | Warner Music Chile       |
| 1998 | Para morir bailando                              | Tommy Rey                                                     | Cassette y CD     | WEA - Warner Music Chile |
| 2003 | La felicidad                                     | Tommy Rey, Joe Vasconcellos, Quique Neira y Chancho en Piedra | CD                | JCM Discográfica         |
| 2007 | Los 25 de la Sonora                              | Tommy Rey                                                     | CD                | JCM Discográfica         |
| 2009 | Mi madre querida                                 | Tommy Rey                                                     | CD                | JCM Discográfica         |
| 2011 | Los padres de la cumbia                          | Tommy Rey                                                     | CD                | Universo Producciones    |
| 2013 | Tradición y estilo                               | Tommy Rey                                                     | CD                | Leader Music             |

| Año  | Sencillo                                                                                      | Intérprete (s)            | Formato           | Sello discográfico |
| ---- | --------------------------------------------------------------------------------------------- | ------------------------- | ----------------- | ------------------ |
| 2008 | Medley cumbias 1: Los domingos / El caminante / Cumbia para adormecerte / La mafafa (En vivo) | Tommy Rey                 | CD, DVD y Digital | JCM Discográfica   |
| 2019 | Un año más (En vivo)                                                                          | Tommy Rey                 | Digital           | JCM Discográfica   |
| 2024 | Daniela (En vivo Festival de Olmué 2024)                                                      | Tommy Rey y Tomo Como Rey | Digital           | TCR Limitada       |

| Año  | Álbum                     | Intérprete | Formato  | Sello discográfico |
| ---- | ------------------------- | ---------- | -------- | ------------------ |
| 2008 | 20 grandes éxitos en vivo | Tommy Rey  | CD y DVD | JCM Discográfica   |
| 2020 | En vivo en la Yein Fonda  | Tommy Rey  | Digital  | JCM Discográfica   |

| Año  | Canción                                                                  | Álbum original                                  | Intérprete(s) del álbum | Sello discográfico |
| ---- | ------------------------------------------------------------------------ | ----------------------------------------------- | ----------------------- | ------------------ |
| 2004 | «Yo nunca vi televisión»                                                 | 31 canciones de amor y una canción de Guaripolo | Varios intérpretes      | La Oreja           |
| 2005 | «Medley»                                                                 | El sueño existe                                 | Varios intérpretes      | Alerce             |
| 2006 | «Una mujer llamada Gladys»                                               | Mil voces Gladys                                | Varios intérpretes      | Dicap              |
| 2011 | «Una lágrima y un recuerdo» - «Querida colegiala» - «Ramito de violetas» | ... Sigue el sabor                              | Leo Rey                 | Feria Music        |

| Año  | Lado A                        | Lado B                        | Intérpretes                                                                                            | Formato | Producción                |
| ---- | ----------------------------- | ----------------------------- | --- | ------- | ------------------------- |
| 1988 | «Se aleja el tren»            | «La telenovela»               | Tommy Rey                                                                                              | 45 rpm  | CBS                       |
| 1988 | «Pipiripau»                   | «El chiquichá»                | Tommy Rey                                                                                              | 45 rpm  | CBS                       |
| 1988 | «La mandanga»                 | «El baile del cangrejo»       | Tommy Rey                                                                                              | 45 rpm  | CBS                       |
| 1989 | «El baile del palo»           | «La facilita»                 | Tommy Rey                                                                                              | 45 rpm  | CBS                       |
| 1989 | «¿Dónde está la plata?»       | «No quiero espejo»            | Tommy Rey                                                                                              | 45 rpm  | CBS                       |
| 1990 | «La ola marina»               | «Yo quiero tener un bote»     | Tommy Rey                                                                                              | 45 rpm  | CBS                       |
| 1990 | «La parabólica»               | «Y si el río suena»           | Tommy Rey                                                                                              | 45 rpm  | CBS                       |
| 1990 | «La coloreteada»              | «Sujétame la cadera»          | Tommy Rey                                                                                              | 45 rpm  | CBS                       |
| 2019 | «Me gusta el huevo»           | «Me gusta el huevo»           | Tommy Rey y Bombo Fica                                                                                 | Digital | Fisu Producciones         |
| 2020 | «Ríe»                         | «Ríe»                         | Tommy Rey, Zalo Reyes, Adrián, Deborah Chauque, Luis Lambis, Leo Rey, Erick Berríos y Felipe Caballero | Digital | One Hit Music             |
| 2023 | «Congelao»                    | «Congelao»                    | Tommy Rey y Marcelo Hernández                                                                          | Digital | An Record                 |
| 2023 | «Parranda»                    | «Parranda»                    | Tommy Rey, El Calle Latina y Carlitos Junior                                                           | Digital | Warner Music Chile        |
| 2024 | «La cumbia del perro Chocolo» | «La cumbia del perro Chocolo» | Tommy Rey                                                                                              | Digital | Al Abordaje Muchachos SPA |
| 2025 | «El telegrama»                | «El telegrama»                | Tommy Rey y La Descendencia Chilena                                                                    | Digital | Blackbird                 |
| 2025 | «Pa ran pan pan (negra)»      | «Pa ran pan pan (negra)»      | Tommy Rey                                                                                              | Digital | Al Abordaje Muchachos SPA |

| Año  | Álbum recopilatorio                                | Formato       | Sello discográfico | Notas |
| ---- | -------------------------------------------------- | ------------- | ------------------ | --- |
| 1991 | Los grandes éxitos de Tommy Rey                    | CD y cassette | CBS                | Selección de canciones grabadas entre 1988 y 1990. Primer CD publicado por la sonora.                                         |
| 1996 | Fiesta tropical, grandes éxitos                    | CD            | Star Sound         | Reedición del álbum de 1982.                                                                                                  |
| 1996 | La Sonora de Tommy Rey, lo mejor                   | CD y cassette | Warner Music Chile | |
| 2001 | Boleros, canta Tommy Rey                           | CD y Cassette | Star Sound         | Álbum doble con boleros interpretados por Tommy Rey en su paso por la Sonora Palacios y en su propia sonora.                  |
| 2003 | Mis 30 mejores canciones                           | CD y cassette | Sony Music         | Álbum doble con una selección de canciones grabadas por la sonora entre 1988 y 1996.                                          |
| 2005 | Selección premium, vol. 1                          | CD            | Star Sound         | Selección de canciones grabadas entre 1982 y 1987, además de algunas interpretaciones de Tommy Rey con la Sonora Palacios.    |
| 2005 | Selección premium, vol. 2                          | CD            | Star Sound         | Selección de canciones grabadas entre 1982 y 1987, además de algunas interpretaciones de Tommy Rey con la Sonora Palacios.    |
| 2005 | Selección premium, vol. 3                          | CD            | Star Sound         | Selección de canciones grabadas entre 1982 y 1987, además de algunas interpretaciones de Tommy Rey con la Sonora Palacios.    |
| 2010 | Celebremos el Bicentenario                         | CD            | JCM Discográfica   | Incluye regrabaciones de varias canciones, por ejemplo, «Se murió Tite», «Agua que no has de beber», «Se aleja el tren», etc. |
| 2011 | Celebremos el Año Nuevo con la Sonora de Tommy Rey | CD            | JCM Discográfica   | |
| 2012 | El mejor disco de todos los tiempos                | CD            | Leader Music       | |
| 2016 | Cantemos con la Sonora de Tommy Rey                | CD            | JCM Discográfica   | Álbum de karaoke con sus canciones más conocidas.                                                                             |
| 2018 | 30 años de éxitos                                  | LP            | Sony Music         | Reedición el álbum homónimo de 1992.                                                                                          |
| 2021 | 40 años                                            | LP            | ACG Música         | Todas las canciones de este álbum fueron regrabadas.                                                                          |